# Monasterio de Cambrón
El monasterio de Cambrón fue un monasterio femenino cisterciense operativo de 1208 a 1588 en Sádaba, provincia de Zaragoza en España. No debe confundirse con la antigua Abadía cisterciense de Cambrón en Bélgica. Está catalogado como Bien del Patrimonio Cultural Aragonés mediante la Orden de 25 de marzo de 2004, publicada en el Boletín Oficial de Aragón del día 19 de abril de 2004. 

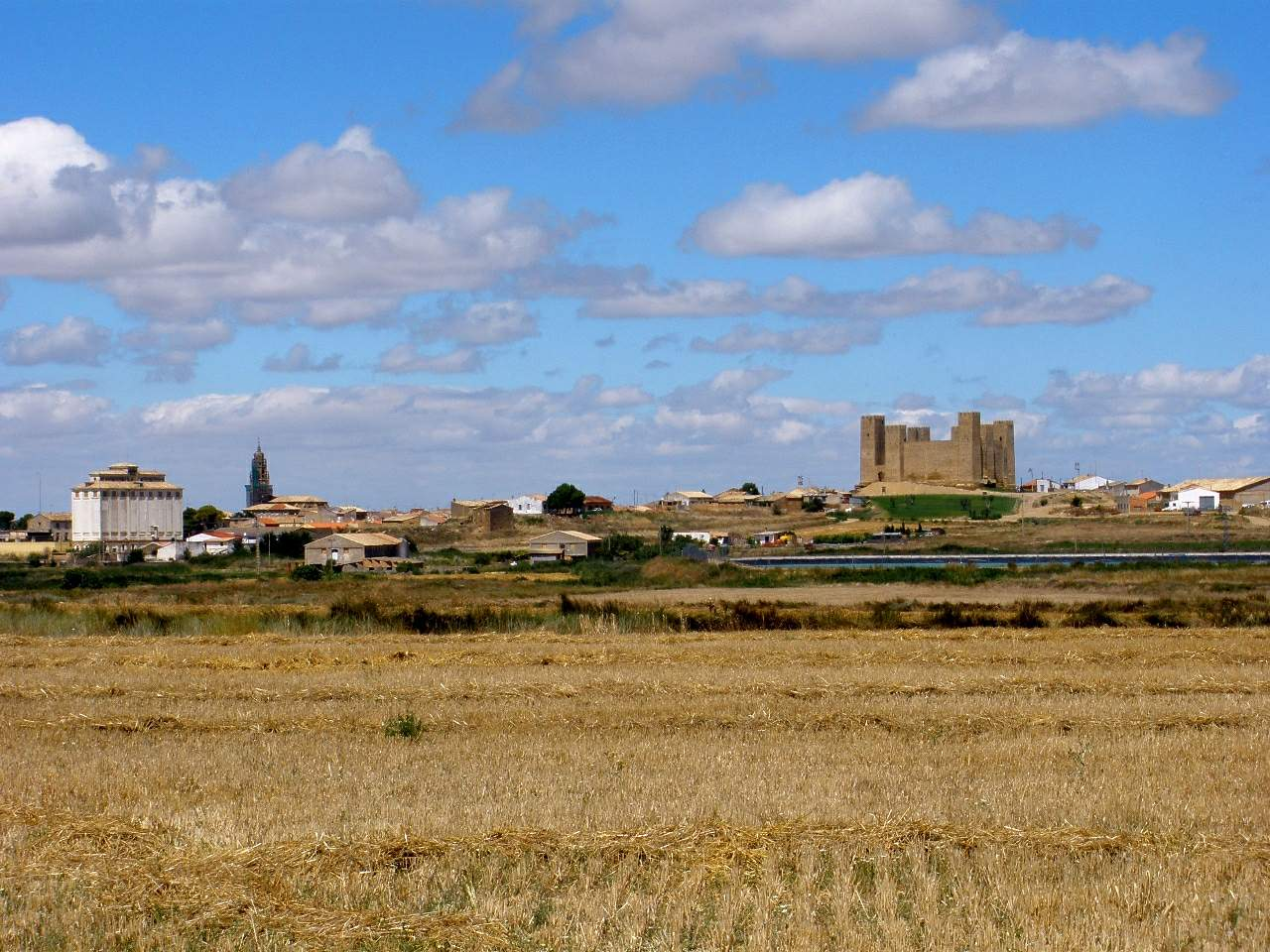
Vista de Sádaba (Zaragoza) desde el sureste.

## Geografía
Tomando como punto de partida la localidad de Sádaba, los restos del monasterio se sitúan en la parte suroriental, a unos 4 km de distancia y muy cerca del antiguo y desaparecido también monasterio de Puilampa ahora convertido en ermita. Si se sigue la carretera A-127 desde Sádaba hacia Ejea de los Caballeros, el desvío estaría a unos 2 km, en un desvió hacia la derecha según se viene desde Sábada, por un camino sin asfaltar y tras casi 3 km, se llega al lugar. El enclave está junto a una fuente regular de agua, el río Riguel, en un terreno elevado y dominante del entorno, a cierta distancia de la población más cercana para procurar el aislamiento reuniendo así las condiciones exigidas por la orden cisterciense a la hora de crear nuevos establecimientos.

## Historia
El rey Pedro II de Aragón donó entre 1208-1213 posesiones suyas en Senegüé y Cambrón (Sádaba) al monasterio benedictino de Santa María de Iguácel (al norte de Jaca, dependiente del monasterio de San Juan de la Peña). Esto permitió que la comunidad de monjas abandonaran el más inhóspito Iguácel y fundaran un primer establecimiento en Acín en el siglo XI. En esta ocasión fundacional cisterciense femenina la abadía de Morimond será la que oficie de casa madre. Esta primera fundación dura poco y no tardan en mudarse a un lugar menos aislado y clima tan riguroso como será cerca de Sádaba con el Monasterio de la Santa María en Cambrón. La primera abadesa fue Osenda Romei u Osendi Romai. El Monasterio de Veruela fue el responsable de su supervisión.  
En 1407 se unieron al convento cisterciense las hasta entonces monjas benedictinas del monasterio de Marcilla. De 1454 a 1474, las monjas se vieron obligadas a mudarse a Santa María en Foris en Huesca, pero pudieron regresar.  
Después del Concilio de Trento, las monjas finalmente se mudaron a Zaragoza y fundaron allí el monasterio de Santa Lucía. En 1642 se vende el monasterio de Cambrón al monasterio de Rueda, en primer lugar, y a Domingo Navarro después. 
El 23 de mayo de 1724 el monasterio de Rueda vende esta propiedad al cercano monasterio de la Oliva, por 3.100 libras o 30.000 reales de plata que lo mantiene hasta el 6 de noviembre de 1815 en que fue vendido por 12.000 escudos (120.000 reales de plata) al beneficiado de Uncastillo, Mosén Alexandro Riglos.
Durante la etapa que duró la Guerra de la Independencia española (1808-1814) «el monasterio de La Oliva tuvo, a su pesar, un protagonismo sobresaliente» derivado de la circunstancia de que su entonces «abad del monasterio, Dom Pascual Belio, era el presidente de la Diputación del Reino de Navarra» por lo que, huyendo del acoso de las tropas napoleónicas, «tuvo que huir con otros miembros de la Diputación y sus familias y refugiarse en la granja que la abadía tenía en Cambrón (Sádaba, Zaragoza). Allí permanecieron más de 50 personas durante largo tiempo, sustentadas y protegidas por el monasterio.»
En 1835 figuraba ya en manos particulares. Hoy sobreviven ruinas románicas de propiedad privada.

## Arte y arquitectura
El edificio es una construcción de nueva planta algo que no es habitual con los monasterios femeninos cistercienses que tienden a reaprovechar construcciones previas. Predomina en el conjunto, más si cabe comparado con los cenobios masculinos, la «sobriedad, sencillez y economía de medios, a tono con sus limitaciones económicas.» Por estas limitaciones cabe explicarse que en el momento de la donación el rey Pedro II incluyera el cercano «término de Los Bañales, antiguas termas romanas, que el rey anima a que ellas mismas reaprovechen si quieren, proporcionando de esta manera abundante piedra sillar para sus construcciones procedente de los viejos baños, entonces inservibles.»